# أفيون

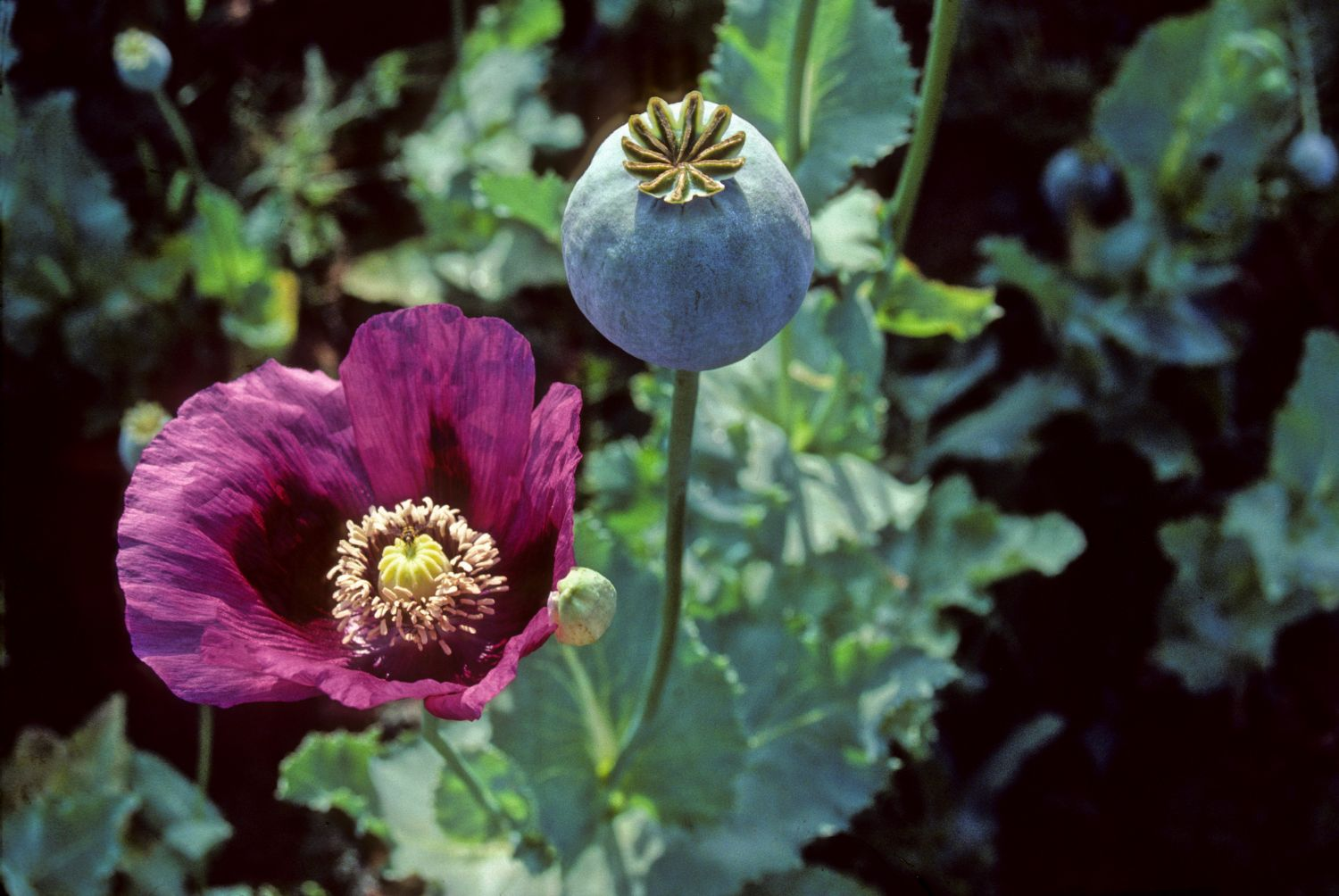
زهرة الأفيون

الأفيون (الاسم العلمي: Lachryma papaveris)؛ هو مادة لثى مجففة تستخرج من ثمرة الخشخاش المنوم وهو نبات ينتمي إلى الفصيلة الخشخاشية. الأفيون مادة مخدرة، يستخدم لصناعة الهيروين. يتكون ما يقرب من 12 في المائة من الأفيون من المورفين القلوي المسكن، والذي تتم معالجته كيميائيًا لإنتاج الهيروين والمواد الأفيونية الاصطناعية الأخرى للاستخدام الطبي وتجارة المخدرات غير المشروعة. يحتوي لثى زهرة(سائل حليبي) أيضًا على المواد الأفيونية المرتبطة ارتباطًا وثيقًا مثل الكوديين والثيبين، والقلويدات غير المسكنة مثل بابافيرين ونوسكابين. الطريقة التقليدية تتطلب عمل مكثف للحصول على مادة اللاتكس بعد خدش قرون البذور غير الناضجة باليد عن طريق آلة حادة؛ يتسرب اللاتكس ويجف ويتحول إلى بقايا صفراء لزجة يتم كشطها لاحقًا وتجفيفها.

## لمحة تاريخية
تحتوي منطقة البحر الأبيض المتوسط على أقدم الأدلة الأثرية على الاستخدام البشري للأفيون؛ حيث يعود تاريخ أقدم البذور المعروفة إلى أكثر من 5000 قبل الميلاد في العصر الحجري الحديث لأغراض مثل الغذاء و التخدير و بعض الطقوس .في اليونان القديمة، تشير الأدلة إلى أن الأفيون كان يُستهلك بعدة طرق، بما في ذلك استنشاق الأبخرة و الكمادات الطبية وكمزيج مع نبات الشوكران للانتحار. إضافة إلى ذلك، فقد تم ذكر الأفيون في أهم النصوص الطبية في العالم القديم و العصور الوسطى، بما في ذلك بردية إيبرس و كتابات ديوسكوريدس و جالينوس و ابن سينا. استمر الاستخدام الطبي الواسع النطاق للأفيون غير المعالج خلال الحرب الأهلية  الأمريكية قبل أن يفسح المجال للمورفين و خلفائه، و الذي يمكن حقنه بجرعة محددة بدقة.

### الحضارات القديمة (قبل 500 م)

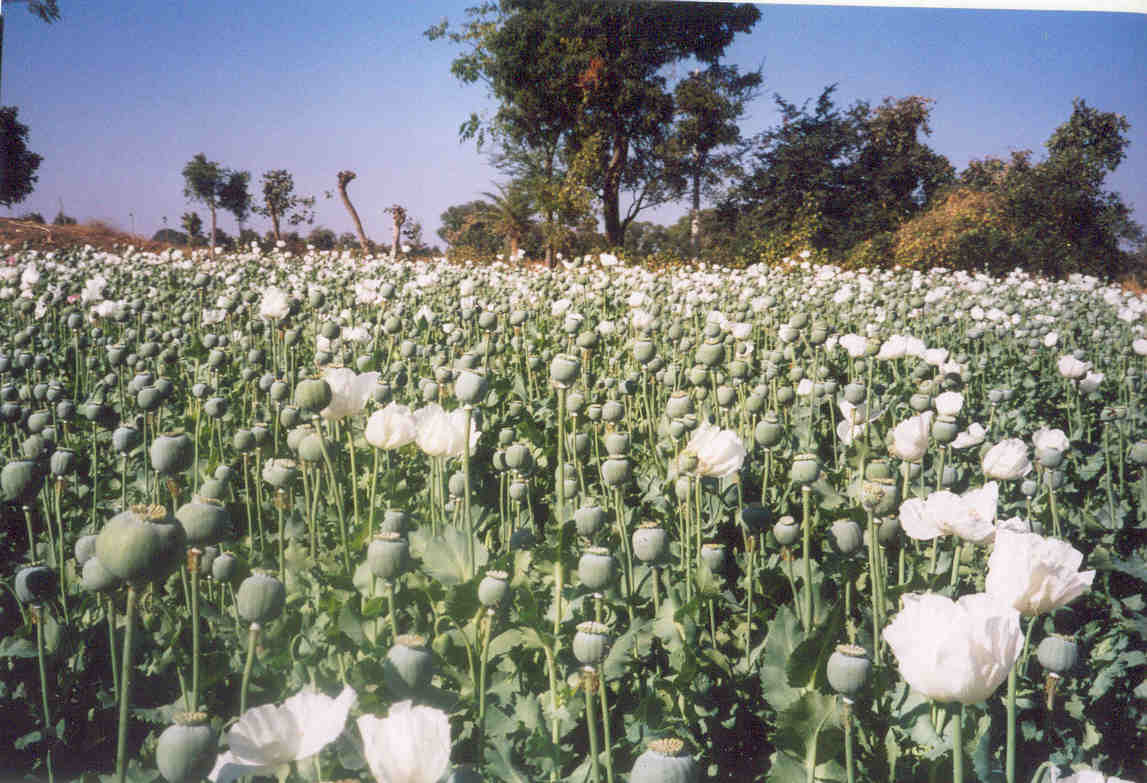
Poppy crop from the Malwa in India (probably Papaver somniferum var. album)

تم جمع الأفيون بنشاط منذ حوالي 3400 قبل الميلاد.
تم الإبلاغ عن ما لا يقل عن 17 اكتشافًا لنبات الخشخاش المنوم  من مستوطنات العصر الحجري الحديث في جميع أنحاء سويسرا و ألمانيا و إسبانيا، بما في ذلك وضع أعداد كبيرة من كبسولات بذور الخشخاش في كهف الخفافيش في إسبانيا، والذي تم تأريخه بالكربون 14 إلى 4200 قبل الميلاد. كما تم الإبلاغ عن العديد من الاكتشافات لهذا النبات من مستوطنات العصر البرونزي والعصر الحديدي. كانت أول زراعة معروفة لخشخاش الأفيون في بلاد ما بين النهرين، حوالي 3400 قبل الميلاد، من قبل السومريين، الذين أطلقوا على النبات اسم hul gil، "نبات الفرح". تصف الألواح التي عُثر عليها في نيبور، وهو مركز روحي سومري جنوب بغداد، جمع عصير الخشخاش في الصباح و استخدامه في إنتاج الأفيون. و استمرت الزراعة في الشرق الأوسط من قبل الآشوريين، الذين جمعوا أيضًا عصير الخشخاش في الصباح بعد خدش القرون بمغرفة حديدية؛ أطلقوا على العصير اسم أراتبا بال، وربما جذر الخشخاش.واستمر إنتاج الأفيون في عهد البابليين  والمصريين.
استُخدم الأفيون مع سم  الشوكران لقتل الناس بسرعة و دون ألم. كما استُخدم في الطب. واستُخدمت الإسفنجة المبللة بالأفيون أثناء الجراحة.زرع المصريون الأفيون المعروف باسم الثيبايكوم في حقول الخشخاش الشهيرة حوالي عام 1300 قبل الميلاد. وتم تداول الأفيون من مصر بواسطة الفينيقيين والمينويين إلى وجهات حول البحر الأبيض المتوسط، بما في ذلك اليونان وقرطاج وأوروبا. وبحلول عام 1100 قبل الميلاد، كان يتم زراعة الأفيون في قبرص، حيث تم استخدام السكاكين الجراحية عالية الجودة لقص قرون الخشخاش، وتم زراعة الأفيون وتداوله وتدخينه. كما تم ذكر الأفيون بعد الغزو الفارسي لآشور وأراضي بابل  في القرن السادس قبل الميلاد.
من أقدم الاكتشافات، بدا أن الأفيون له أهمية طقسية، وتكهن علماء الأنثروبولوجيا بأن الكهنة القدماء ربما استخدموا المخدر كدليل على قوة الشفاء. في مصر، كان استخدام الأفيون مقتصرًا بشكل عام على الكهنة و السحرة و المحاربين، و يُنسب اختراعه إلى تحوت، وقيل إنه أعطته إيزيس لرع كعلاج للصداع.تم استرداد تمثال "إلهة المخدرات" المينوية، مرتدية تاجًا من ثلاث زهور خشخاش أفيون، حوالي عام 1300 قبل الميلاد، من حرم غازي.

### المجتمعات الإسلامية (500-1500م)

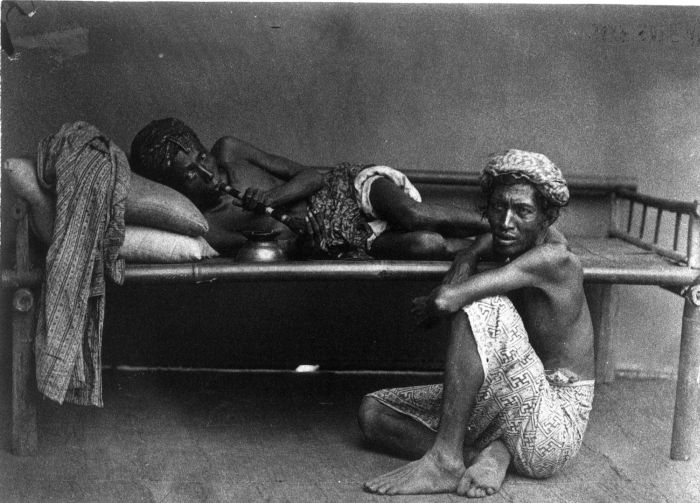
Opium users in Java during the Dutch colonial period, ق. 1870

مع تراجع قوة الإمبراطورية الرومانية، أصبحت الأراضي الواقعة إلى الجنوب والشرق من البحر الأبيض المتوسط مدمجة في الإمبراطوريات الإسلامية. يعتقد بعض المسلمين أن الأحاديث، مثل تلك الموجودة في صحيح البخاري، تحرم كل مادة مسكرة، على الرغم من أن استخدام المسكرات في الطب مسموح به على نطاق واسع من قبل العلماء. ظل كتاب ديسقوريدس وهو مقدمة لدساتير الأدوية، قيد الاستخدام من القرن الأول إلى القرن السادس عشر، ووصف الأفيون ومجموعة واسعة من استخداماته السائدة في العالم القديم.

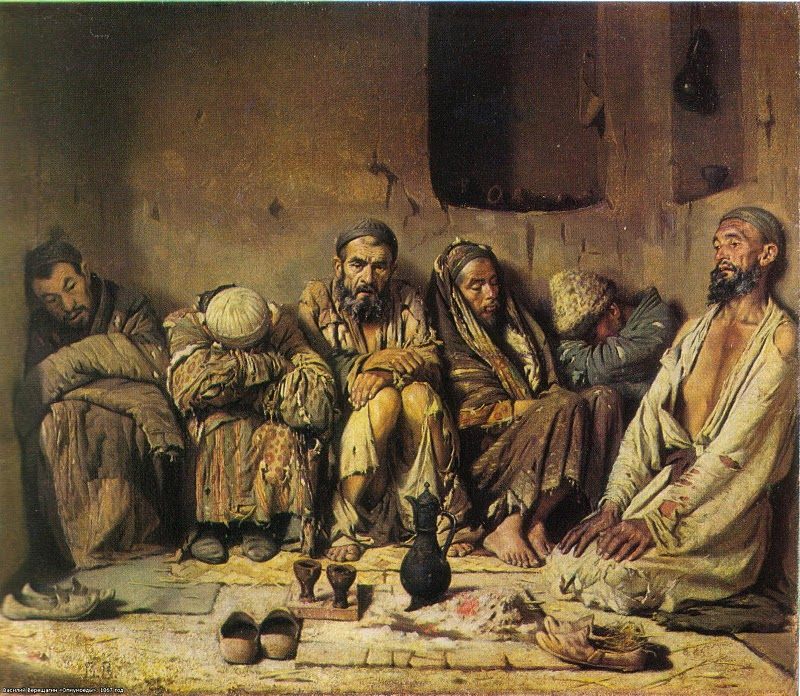
Opium-eaters by Vasily Vereshchagin depicts an opium den in تركستان, 1868

بين عامي 400 و1200 بعد الميلاد، أدخل التجار العرب الأفيون إلى الصين، وإلى الهند بحلول عام 700 بعد الميلاد. فقد استخدم الرازي الأفيون في التخدير و أوصى باستخدامه لعلاج الاكتئاب في "في ما لا يحضره الطبيب"، وهو دليل طبي منزلي موجه للمواطنين العاديين للعلاج الذاتي إذا لم يكن الطبيب متاحًا.
اعتمد جراح العيون الأندلسي الشهير أبو القاسم الزهراوي على الأفيون واللفاح كمخدر جراحي وكتب أطروحة، التصريف، التي أثرت على الفكر الطبي حتى القرن السادس عشر.
وصف الطبيب الفارسي أبو علي الحسين ابن سينا الأفيون بأنه أقوى المخدرين، مقارنة باللفاح والأعشاب الأخرى شديدة الفعالية، في كتاب القانون في الطب. يسرد في المؤلف التأثيرات الطبية للمادة، مثل تسكين الآلام، والتنويم المغناطيسي، والتأثيرات المضادة للسعال، والتأثيرات المعوية، و التأثيرات المعرفية، و اكتئاب الجهاز التنفسي، و الاضطرابات العصبية العضلية، و الخلل الجنسي. كما يشير إلى إمكانات الأفيون كسم. كما وصف عدة طرق للتوصيات الخاصة بجرعات الدواء. تُرجم هذا الكتاب الكلاسيكي إلى اللاتينية في عام 1175 ثم إلى العديد من اللغات الأخرى و ظل موثوقًا به حتى القرن التاسع عشر. استخدم شرف الدين صابونجو أوغلو الأفيون في الإمبراطورية العثمانية في القرن الرابع عشر لعلاج الصداع النصفي و عرق النسا و أمراض مؤلمة أخرى.

### في الطب الغربي

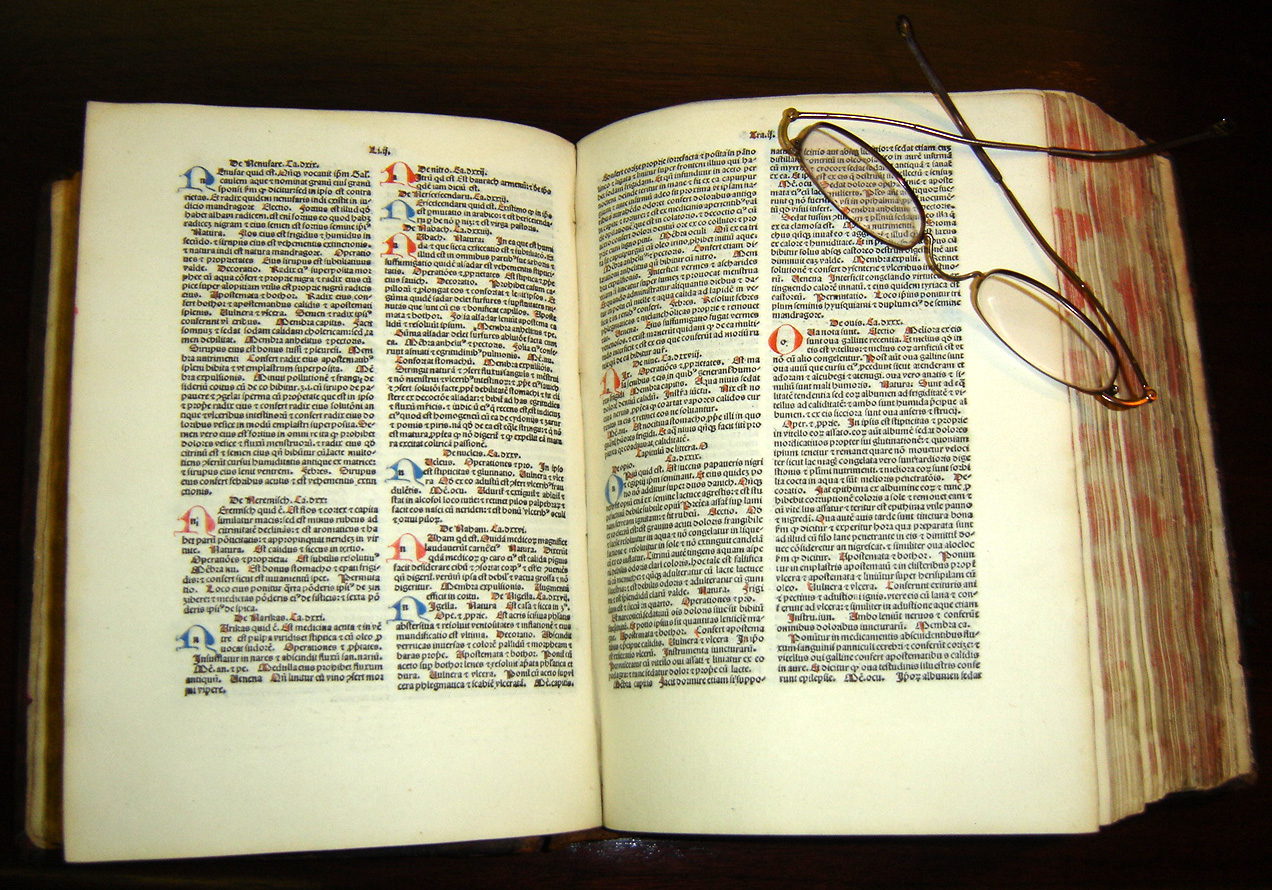
Latin translation of Avicenna's Canon of Medicine, 1483

تشير مخطوطات عمل Pseudo-Apuleius في القرن الخامس من القرنين العاشر والحادي عشر إلى استخدام الخشخاش البري Papaver agreste أو Papaver rhoeas (المعروف باسم P. silvaticum) بدلاً من الخشخاش الأبيض لتحفيز النوم وتسكين الألم
تم تقديم استخدام أفيون باراسيلسوس إلى الطب الغربي في عام 1527، عندما ادعى فيليبوس أوريولوس المعروف باسم باراسيلسوس، أنه عاد من تجوال في شبه الجزيرة العربية بسيف مشهور، احتفظ داخل مقبضه بـ "أحجار الخلود" المركبة من أفيون الثيبايكوم وعصير الحمضيات و"جوهر الذهب". كان اسم "باراسيلسوس" اسمًا مستعارًا لغاية التساوي مع غنيمه أولوس كورنيليوس سيلسوس، الذي تُرجم كتابه، الذي وصف استخدام الأفيون أو مستحضر مماثل وأعيد تقديمه إلى أوروبا في العصور الوسطى. كان الأفيون في الأصل مصطلح القرن السادس عشر المرتبط بجودة أي طبيب. بعدها أصبح الأفيون موحدًا بإسم "صبغة الأفيون"، وهو محلول أفيوني من الإيثانول يُنسب تطويره إلى باراسيلسوس، الذي كان يُنظر إليه على أنه مغامر تحدى النظريات العلمية السابقة بعلاجات كيميائية خطيرة، لكنها كانت بمثابة نقطة تحول في الطب الغربي.
```
في ستينيات القرن السابع عشر، 
أوصى توماس سيدنهام
،  الشهير ب"أبقراط الإنجليزي"، باستخدام الأفيون لعلاج الألم والأرق 
والإسهال
، والذي يُنسب إليه الاقتباس التالي: "من بين العلاجات التي شاء الله تعالى أن يعطيها للإنسان لتخفيف معاناته، لا يوجد شيء عالمي وفعال مثل الأفيون".
```

انعكس استخدام الأفيون كعلاج شامل في تركيبة الميثريداتيوم الموصوفة في موسوعة تشامبرز عام 1728، والتي تضمنت الأفيون الحقيقي في الخليط.
بحلول القرن الثامن عشر في أوروبا، أصبح الأفيون متاحًا بسهولة ويستخدم على نطاق واسع و خاصة في إنجلترا. و بالمقارنة مع المواد الكيميائية الأخرى المتاحة للأطباء العاديين في ذلك الوقت، كان الأفيون بديلاً للزرنيخ أو الزئبق ، و كان ناجحًا بشكل ملحوظ في تخفيف مجموعة واسعة من الأمراض. فقد كان أحد أكثر العلاجات فعالية لعلاج الكوليرا و الدوسنتاريا و الإسهال. و كمضاد للسعال، تم استخدام الأفيون لعلاج التهاب الشعب الهوائية و السل و أمراض الجهاز التنفسي الأخرى. كما تم وصف الأفيون أيضًا لعلاج الروماتيزم و الأرق. حتى أن الكتب الطبية أوصت باستخدامه من قبل الأشخاص الذين يتمتعون بصحة جيدة، "لتحسين التوازن الداخلي لجسم الإنسان".
```
وجد أيضا أن الأفيون يعد علاجا جيدا للاضطرابات العصبية. نظرًا لخصائصه المهدئة،  فقد تم استخدامه لتهدئة عقول المصابين بالذهان، و مساعدة الأشخاص المجانين، و كذلك للمساعدة في علاج المرضى الذين يعانون 
من الأرق
. ومع ذلك، وعلى الرغم من قيمه الطبية في هذه الحالات، فقد لوحظ أنه في حالات الذهان، يمكن أن يسبب الغضب أو الاكتئاب، وبسبب التأثيرات المبهجة للدواء، يمكن أن يتسبب في إصابة المرضى المصابين بالاكتئاب بمزيد من 
الاكتئاب بعد
 زوال التأثيرات لأنهم سوف يعتادون على الشعور بالنشوة.
```

استمر الاستخدام الطبي القياسي للأفيون حتى القرن التاسع عشر. تم علاج الرئيس الأمريكي ويليام هنري هاريسون بالأفيون في عام 1841، وفي الحرب الأهلية الأمريكية، استخدم جيش الاتحاد 175000 رطلا من صبغة و مسحوق الأفيون وحوالي 500000 حبة أفيون. خلال ذلك الوقت و نتيجة للشعبية التي حضي بها، أطلق المستخدمون على الأفيون اسم "دواء الله".
كان أحد أسباب زيادة استهلاك المواد الأفيونية في الولايات المتحدة  خلال القرن التاسع عشر هو وصف و توزيع المواد الأفيونية القانونية من قبل الأطباء والصيادلة للنساء لتخفيف آلام الدورة الشهرية و الهستيريا. و لأن المواد الأفيونية كانت تُعتبر أكثر إنسانية من العقاب أو التقييد، فقد كانت تُستخدم غالبًا لعلاج المرضى العقليين. ما بين 150.000 و200.000 حالات إدمان على المواد الأفيونية حددت في الولايات المتحدة في أواخر القرن التاسع عشر و كان ما بين ثلثي وثلاثة أرباع هؤلاء المدمنين من النساء.
تلقى إدمان الأفيون في أواخر القرن التاسع عشر تعريفًا وراثيًا. اقترح الدكتور جورج بيرد في عام 1869 نظريته حول الوهن العصبي، وهو خلل وراثي في الجهاز العصبي يمكن أن يجعل الفرد عرضة للإدمان. ارتبط الوهن العصبي بشكل متزايد في الخطاب الطبي بـ "الإرهاق العصبي" الذي يعاني منه العديد من العاملين في الحياة الصناعية بشكل متزايد في الولايات المتحدة .

### الاستخدام الترفيهي

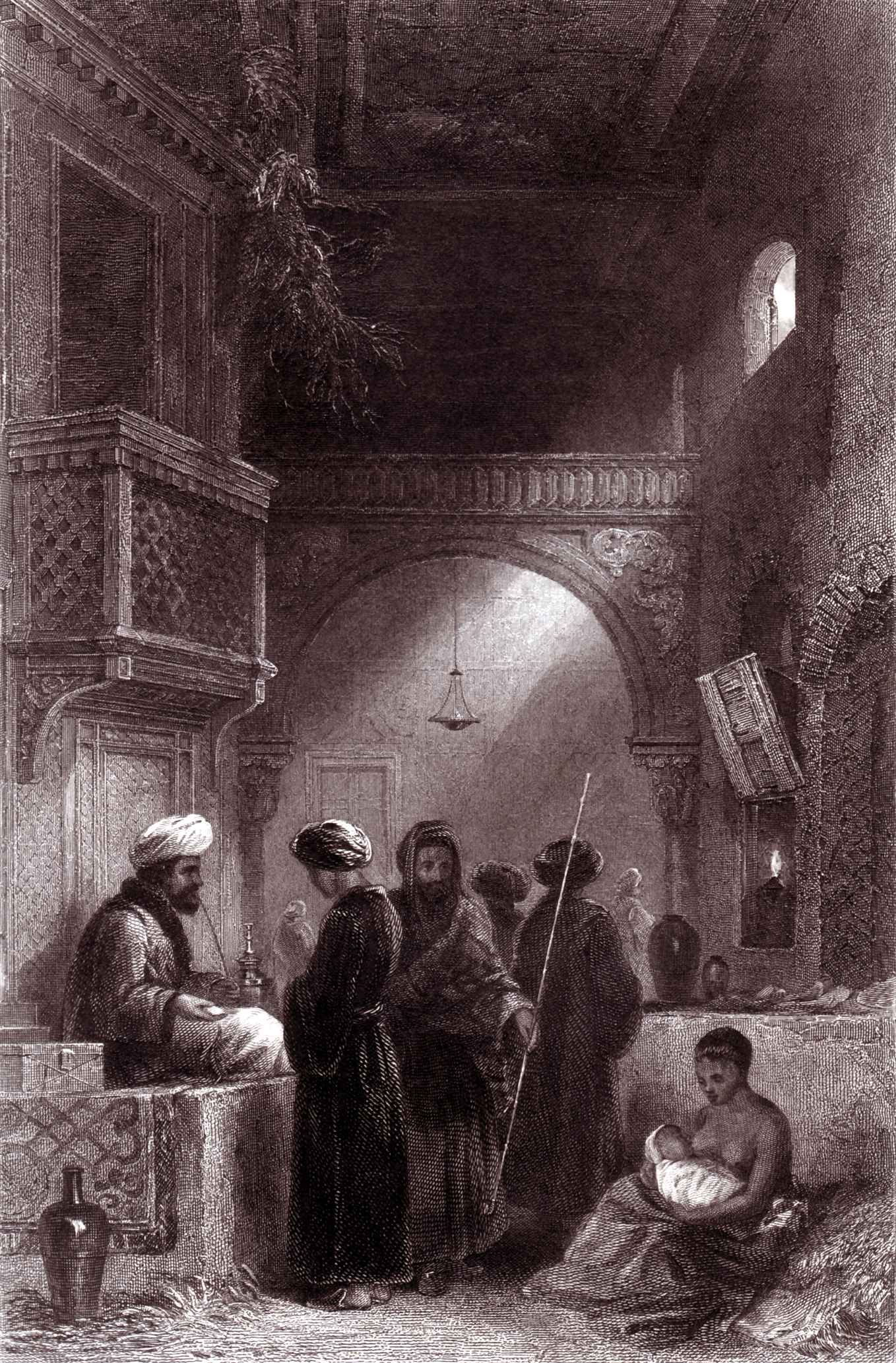
An artist's view of an Ottoman opium seller

كان الجنود العائدون إلى ديارهم من الحروب الصليبية  في القرن الحادي عشر إلى الثالث عشر يحملون معهم الأفيون. ويقال إن الأفيون كان يستخدم لأغراض ترفيهية منذ القرن الرابع عشر فصاعدًا في المجتمعات الإسلامية. و تؤكد الشهادات العثمانية و الأوروبية أنه من القرن السادس عشر إلى القرن التاسع عشر كان الأفيون الأناضولي يُؤكل في القسطنطينية بقدر ما كان يُصدَّر إلى أوروبا. في الواقع، زودت الإمبراطورية العثمانية الغرب بالأفيون قبل الصين والهند بفترة طويلة.
كما تظهر المصادر النصية و التصويرية الواسعة النطاق أن زراعة الخشخاش  واستهلاك الأفيون كانا منتشران على نطاق واسع في إيران الصفويةو الهند المغولية.

## في القرن العشرين
كاد إنتاج الأفيون في الصين  و بقية شرق آسيا أن ينقرض بعد الحرب العالمية الثانية، ومع ذلك، فإن الدعم السري المستمر من وكالة الاستخبارات المركزية الأمريكية للجيش الشمالي التايلاندي و الجيش القومي الصيني الكومينتانغ الذي غزا بورما سهّل إنتاج المخدرات و الاتجار بها من جنوب شرق آسيا لعقود من الزمان، حيث أصبحت المنطقة مصدرًا رئيسيًا للإمدادات العالمية.
خلال الحقبة الشيوعية في أوروبا الشرقية، تمت معالجة سيقان الخشخاش التي باعها المزارعون في حزم من قبل المستخدمين باستخدام المواد الكيميائية المنزلية لصنع الكومبوت ("الهيروين البولندي")، واستُتعملت بذور الخشخاش لإنتاج كوكنار، وهو مادة أفيونية.

## المواد البديلة

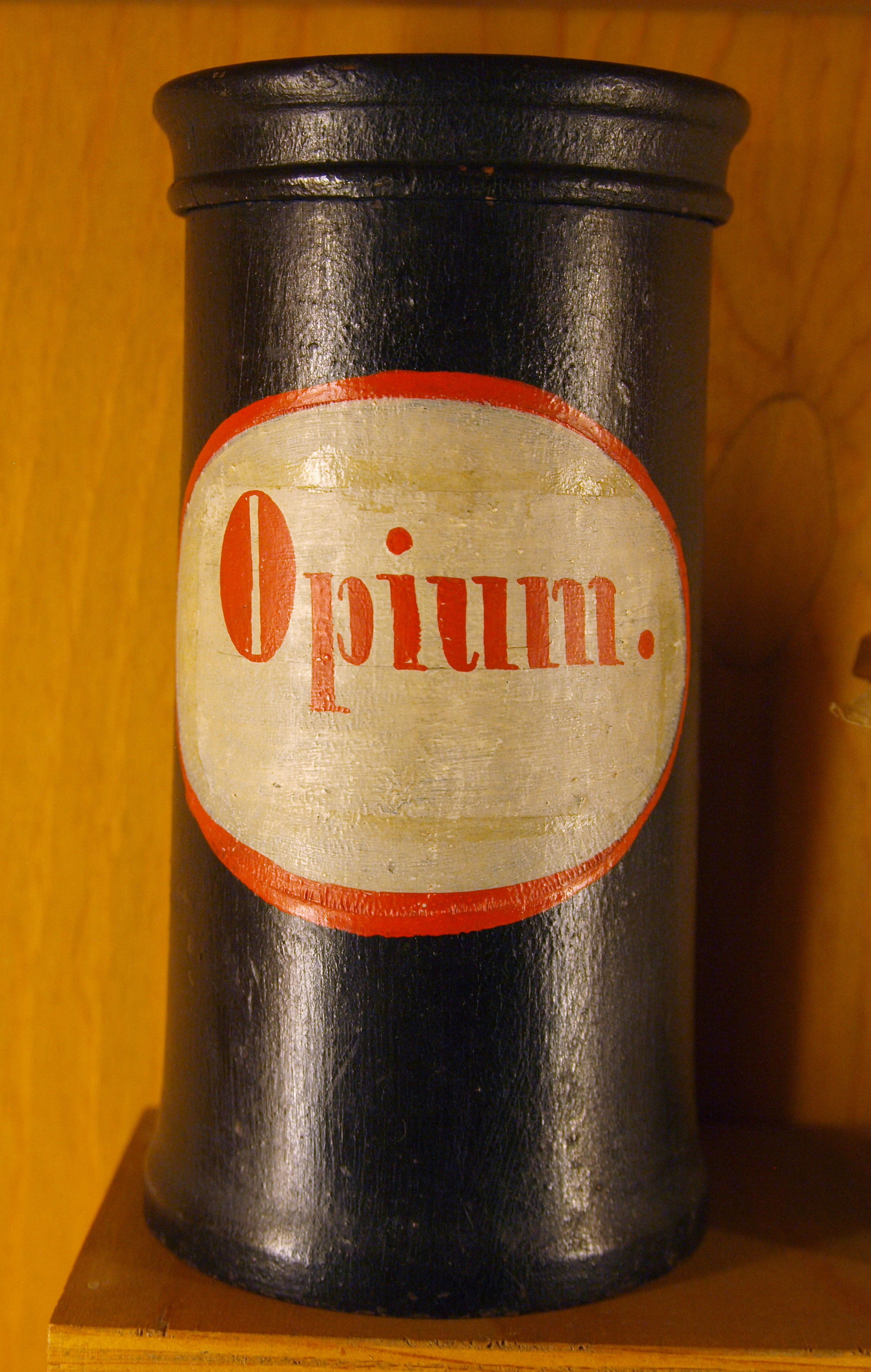
Apothecary vessel for storage of opium as a pharmaceutical, Germany, 18th or 19th century

على مستوى العالم، تم استبدال الأفيون تدريجيًا بمجموعة متنوعة من المواد الأفيونية المنقاة و شبه المصنعة والمصنوعة ذات التأثيرات الأقوى تدريجيًا، بالإضافة إلى مخدرات عامة أخرى. بدأت هذه العملية في عام 1804، عندما عزل فريدريش فيلهلم آدم سيرتورنر المورفين لأول مرة من نبات الخشخاش الأفيوني. استمرت العملية حتى عام 1817، عندما نشر سيرتورنر نتائجه بعد ثلاثة عشر عامًا من البحث وتجربة كارثية تقريبًا على نفسه و ثلاثة أولاد. كانت الميزة العظيمة للمورفين المنقى هي أنه يمكن علاج المريض بجرعة معروفة .

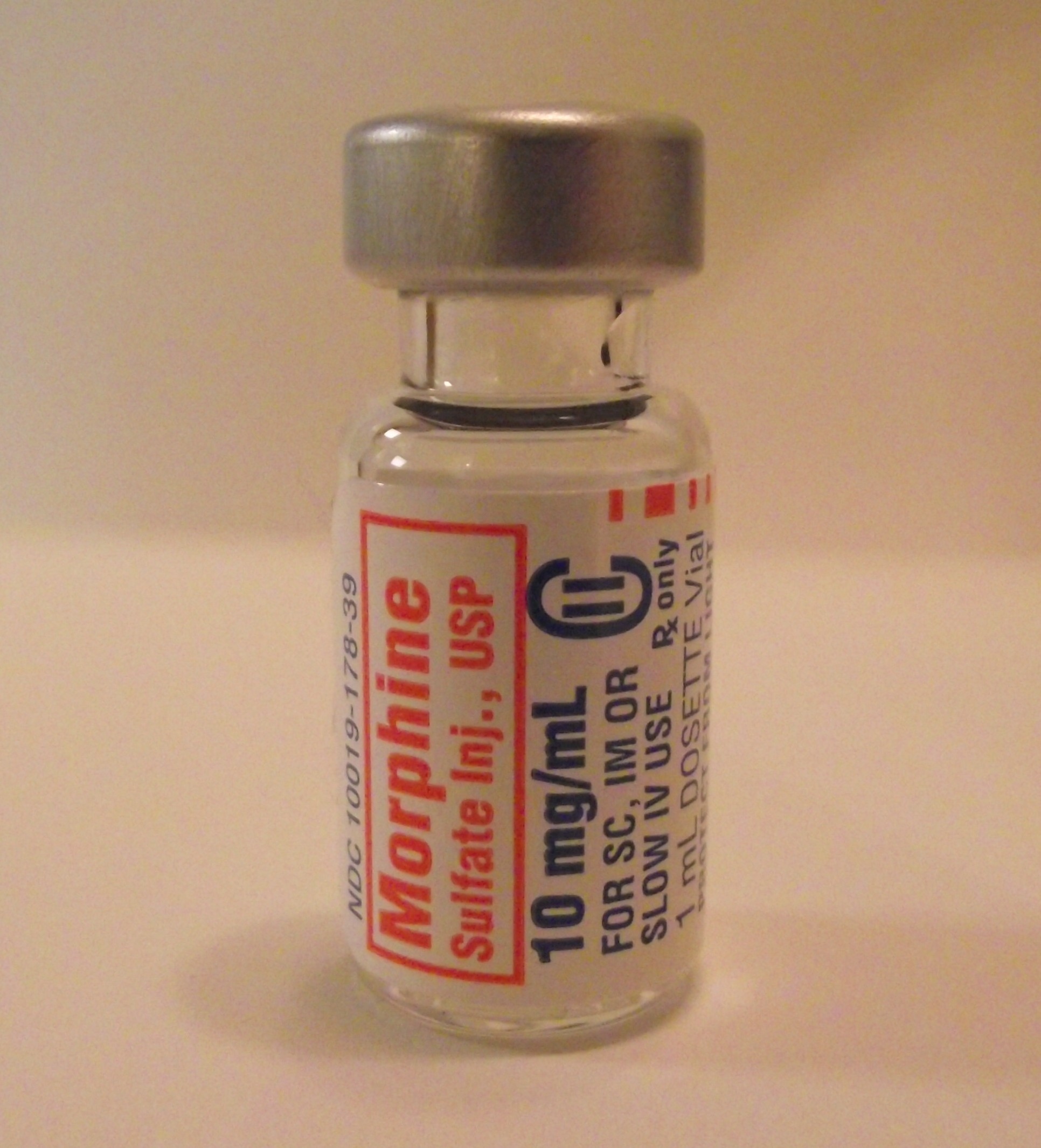
Modern vial of morphine first isolated from opium by Friedrich Sertürner

كان المورفين أول مستحضر صيدلاني تم عزله من منتج طبيعي، و قد شجع هذا النجاح على عزل قلويدات أخرى: بحلول عام 1820، تم الإبلاغ عن عزلات النوسكابين و الإستركنين و الفيراترين و الكولشيسين و الكافيين  و الكينين. بدأت مبيعات المورفين في عام 1827، بواسطة هاينريش إيمانويل ميرك من دارمشتات، وساعدته في توسيع صيدليته العائلية إلى شركة الأدوية Merck KGaA. تم عزل الكودايين في عام 1832 بواسطة بيير جان روبيكيت.
بدأ استخدام ثنائي إيثيل الأثير والكلوروفورم للتخدير العام في عامي 1846-1847، وسرعان ما حل محل استخدام المواد الأفيونية وقلويدات التروبان من النباتات الباذنجانية بسبب سلامتها النسبية.
تم تصنيع الهيروين، أول أفيوني شبه صناعي، لأول مرة في عام 1874، ولكن لم يتم متابعته حتى إعادة اكتشافه في عام 1897 بواسطة فيليكس هوفمان في شركة باير للأدوية في إلبرفيلد بألمانيا. من عام 1898 إلى عام 1910 تم تسويق الهيروين كبديل غير مسبب للإدمان للمورفين و دواء للسعال للأطفال. نظرًا لأن الجرعة المميتة من الهيروين كانت تُعتبر أكبر بمئة مرة من جرعته الفعالة، فقد تم الإعلان عن الهيروين كبديل أكثر أمانًا من المواد الأفيونية الأخرى. بحلول عام 1902، شكلت المبيعات 5 في المائة من أرباح الشركة، وجذبت "الهيروينية" انتباه وسائل الإعلام. تم تقديم الأوكسيكودون، وهو مشتق من الثيبائين يشبه الكودايين، بواسطة باير في عام 1916 و تم الترويج له كمسكن أقل إدمانًا. لا تزال مستحضرات الدواء مثل الأوكسيكودون مع الباراسيتامول و الأوكسيكودون ممتد المفعول شائعة حتى يومنا هذا.
تم تقديم مجموعة من المواد الأفيونية الاصطناعية مثل الميثادون (1937)، والبيثيدين (1939)، والفنتانيل (أواخر الخمسينيات)و مشتقاتها، و كل منها مفضل لتطبيقات متخصصة معينة. و مع ذلك، يظل المورفين هو الدواء المفضل لدى الأطباء العسكريين الأمريكيين، الذين يحملون عبوات من الحقن  تحتوي كل منها على 16 ملليجرامًا لاستخدامها على الجنود المصابين بجروح خطيرة. لم يتم العثور على أي دواء يمكن أن يضاهي تأثير تسكين الآلام للمواد الأفيونية دون مضاعفة قدر كبير من إمكاناتها الإدمانية.

## الخشخاش المنوم
الخشخاش الأفيوني هو نبات حدائق شائع و جذاب، و تختلف أزهاره بشكل كبير في اللون و الحجم و الشكل. لا يخضع قدر متواضع من الزراعة المنزلية في الحدائق الخاصة للضوابط القانونية عادةً. يعكس هذا التسامح جزئيًا التباين في القوة الإدمانية. يحتوي صنف إنتاج الأفيون، الخشخاش اليت، على 91.2 في المائة من المورفين و الكودايين والثيبائين في قلويدات اللاتكس الخاصة به، بينما في لاتكس صنف التوابل "ماريان"، يبلغ إجمالي هذه القلويدات الثلاثة 14.0 في المائة فقط. القلويدات المتبقية في الصنف الأخير هي في المقام الأول ناركوتولين و نوسكابين.
يمكن تجفيف كبسولات البذور واستخدامها للزينة، و لكنها تحتوي أيضًا على المورفين و الكودايين و قلويدات أخرى. يمكن غلي هذه القرون في الماء لإنتاج شاي مرير يسبب تسممًا طويل الأمد. إذا سُمح لها بالنضوج، يمكن سحق قرون الخشخاش واستخدامها لإنتاج كميات أقل من المورفينان. في الخشخاش المعرض للطفرات على نطاق واسع، تمكن الباحثون من استخدام قش الخشخاش للحصول على كميات كبيرة من أوريبافين، و هو مقدمة للمواد الأفيونية و مضادات الأفيون مثل النالتريكسون.على الرغم من مرور آلاف السنين، يمكن اعتبار إنتاج مغلي رأس الخشخاش متغيرًا سريعًا و قذرًا لعملية قش الخشخاش كاباي، والتي أصبحت منذ نشرها في عام 1930 الطريقة الرئيسية للحصول على قلويدات الأفيون المشروعة في جميع أنحاء العالم، كما هو موضح في المورفين.

### الحصاد والمعالجة

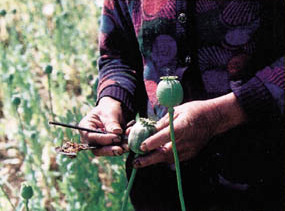
Harvesting opium

عند زراعة هذه الخشخاش لإنتاج الأفيون، يتم خدش جلد القرون الناضجة لهذه الخشخاش بشفرة حادة في وقت يتم اختياره بعناية حتى لا تتمكن الأمطار و الرياح و الندى من إفساد إفراز اللاتكس الأبيض الحليبي، وعادةً ما يكون ذلك في فترة ما بعد الظهر. تُجرى الشقوق بينما لا تزال القرون نيئة، و لا يزيد لونها عن اللون الأصفر الطفيف، و يجب أن تكون ضحلة لتجنب اختراق الغرف الداخلية المجوفة أو الجحور أثناء القطع في الأوعية اللبنية. في شبه القارة الهندية و أفغانستان و آسيا الوسطى و إيران، تُسمى الأداة الخاصة المستخدمة لعمل الشقوق "نوشتار" أو "نيشتر" وتعني المشرط و تحمل ثلاث أو أربع شفرات تفصل بينها ثلاثة ملليمترات، و يتم خدشها لأعلى على طول[ [ القرنة]]. تُجرى الشقوق ثلاث أو أربع مرات على فترات تتراوح من يومين إلى ثلاثة أيام، وفي كل مرة يتم جمع "دموع الخشخاش"، التي تجف إلى راتينج بني لزج، في صباح اليوم التالي. يمكن أن ينتج فدان واحد يتم حصاده بهذه الطريقة من ثلاثة إلى خمسة كيلوغرامات من الأفيون الخام. في الاتحاد السوفيتي، كانت القرون تُحصَّد أفقيًا عادةً، وكان يتم جمع الأفيون ثلاث مرات، أو يتم بعد جمع واحد أو اثنين عزل المواد الأفيونية من الكبسولات الناضجة. كما تم استخدام الخشخاش الزيتي، وهو سلالة بديلة من الخشخاش لإنتاج المواد الأفيونية من كبسولاتها و سيقانها.تتضمن الطريقة الصينية التقليدية لحصاد مادة اللاتكس الأفيونية قطع الرؤوس وثقبها بإبرة خشنة ثم جمع الأفيون المجفف بعد 24 إلى 48 ساعة.
قد يُباع الأفيون الخام إلى تاجر أو سمسار في السوق السوداء، لكنه لا يسافر عادةً بعيدًا عن الحقل قبل تكريره إلى قاعدة المورفين، لأن الأفيون الخام  اللاذع الشبيه بالهلام يكون أكبر حجمًا و يصعب تهريبه. المختبرات الخام في الحقل قادرة على تنقية الأفيون إلى قاعدة المورفين من خلال استخلاص بسيط من حمض إلى قاعدة. يتم ضغط عجينة لزجة بنية اللون من قاعدة المورفين في الطوب و تجفيفها في الشمس، و يمكن تدخينها أو تحضيرها في أشكال أخرى أو معالجتها في الهيروين.
```
تشمل طرق التحضير الأخرى (بالإضافة إلى التدخين) المعالجة في صبغة الأفيون العادية (tinctura opii) والألوفيرا والباريجوريك (tinctura opii camphorata) و 
النبيذ
 العشبي (على سبيل المثال، vinum opii) ومسحوق الأفيون (pulvis opii) وشراب الأفيون (sirupus opii) ومستخلص الأفيون extractum opii).يتم تصنيع Vinum opii عن طريق الجمع بين السكر 
والنبيذ
 الأبيض والقرفة والقرنفل. يتم تصنيع شراب الأفيون عن طريق الجمع بين 97.5 جزء من شراب السكر مع 2.5 جزء من مستخلص الأفيون. يمكن أخيرًا تصنيع مستخلص الأفيون (extractum opii) عن طريق 
 نقع الأفيون
 الخام بالماء. تتم العملية عن طريق دمج 20 جزءًا من الماء مع جزء واحد من الأفيون الخام الذي تم غليه لمدة 5 دقائق.
```

يُفضل الهيروين على نطاق واسع بسبب زيادة قوته. وجدت إحدى الدراسات التي أجريت على المدمنين بعد الإدمان أن الهيروين أقوى بحوالي 2.2 مرة من المورفين من حيث الوزن مع مدة مماثلة؛ بهذه الكميات النسبية، يمكنهم التمييز بين العقاقير بشكل شخصي ولكن ليس لديهم تفضيل. كما وجد أن الهيروين أقوى مرتين من المورفين في التخدير الجراحي. يتم تحويل المورفين إلى هيروين عن طريق تفاعل كيميائي بسيط مع أنهيدريد الأسيتيك، يليه التنقية. خاصة في الإنتاج المكسيكي، يمكن تحويل الأفيون مباشرة إلى "هيروين القطران الأسود" في إجراء مبسط. يسود هذا الشكل في الولايات المتحدة  غرب نهر المسيسيبي. بالنسبة لمستحضرات الهيروين الأخرى، فقد بخطر الإصابة بالتصلب الوريدي والتهاب اللفافة الناخر.

### الطرق غير المشروعة

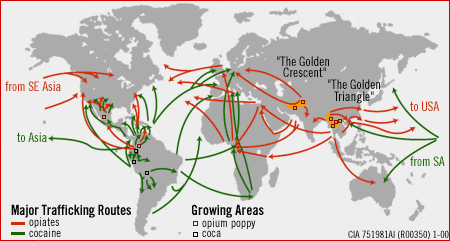
International drug routes

كانت أفغانستان في السابق المنتج الرئيسي للمخدرات. و بعد أن كانت تنتج بانتظام 70 في المائة من أفيون العالم، خفضت أفغانستان إنتاجها إلى 74 طنًا سنويًا بموجب حظر فرضته حركة طالبان في عام 2000، وهي الخطوة التي خفضت الإنتاج بنسبة 94 في المائة. وبعد عام، وبعد أن غزت القوات الأمريكية والبريطانية أفغانستان وأزاحت طالبان ونصبت الحكومة المؤقتة، قفزت مساحة الأراضي المزروعة إلى 285 ميلًا مربعًا ، حيث حلت أفغانستان محل بورما لتصبح أكبر منتج للأفيون في العالم مرة أخرى. زاد إنتاج الأفيون بسرعة في أفغانستان من تلك النقطة، ووصل إلى أعلى مستوى له على الإطلاق في عام 2006. ووفقًا لإحصائيات إدارة مكافحة  المخدرات، زاد إنتاج أفغانستان من الأفيون المجفف في الفرن إلى 1278 طنًا في عام 2002، وتضاعف أكثر من الضعف بحلول عام 2003، وتضاعف تقريبًا مرة أخرى خلال عام 2004. في أواخر عام 2004، قدرت حكومة الولايات المتحدة أن 206000 هكتار كانت مزروعة بالخشخاش، أي 4.5 في المائة من إجمالي الأراضي الزراعية في البلاد، وأنتجت 4200 طن متري من الأفيون، أي 76 في المائة من المعروض العالمي، مما يمثل 60 في المائة من الناتج المحلي الإجمالي لأفغانستان.

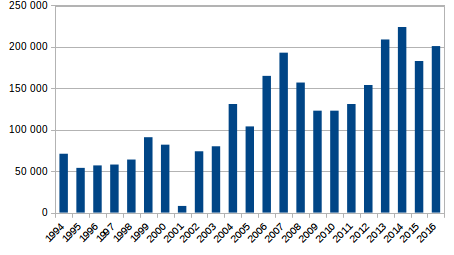
Afghanistan opium poppy cultivation, 1994–2016 (hectares)

في عام 2006، قدر مكتب الأمم المتحدة  المعني بالمخدرات والجريمة أن الإنتاج ارتفع بنسبة 59 في المائة إلى 165000 هكتار في الزراعة، مما أسفر عن إنتاج 6100 طن من الأفيون، أي 82 في المائة من إمدادات العالم. وقدرت قيمة الهيروين الناتج بنحو 3.5 مليار دولار أمريكي، و قدر أن المزارعين الأفغان تلقوا منها 700 مليون دولار أمريكي كإيرادات. بالنسبة للمزارعين، يمكن أن يكون المحصول أكثر ربحية من القمح بعشر مرات. يبلغ سعر الأفيون حوالي 138 دولارًا أمريكيًا للكيلوغرام. أدى إنتاجه إلى تصاعد التوترات في القرى الأفغانية. و على الرغم من أن الصراع المباشر لم يحدث بعد، فإن آراء الطبقة الجديدة من الشباب الأثرياء المشاركين في تجارة الأفيون تتعارض مع آراء زعماء القرى التقليديين.
تتم معالجة جزء كبير بشكل متزايد من الأفيون إلى قاعدة المورفين و الهيروين في معامل المخدرات في أفغانستان. و على الرغم من مجموعة دولية من الضوابط الكيميائية المصممة لتقييد توافر أنهدريد الأسيتيك، فإنه يدخل البلاد، ربما من خلال جيرانها في آسيا الوسطى . تطلب قانون مكافحة المخدرات الذي صدر في ديسمبر 2005 من أفغانستان تطوير سجلات أو لوائح لتتبع أنهدريد الأسيتيك و تخزينه وامتلاكه. في نوفمبر 2023، أظهر تقرير للأمم المتحدة أنه في أفغانستان بأكملها، انخفضت زراعة الخشخاش بنسبة تزيد عن 95٪، مما أبعدها عن مكانتها كأكبر منتج للأفيون في العالم.

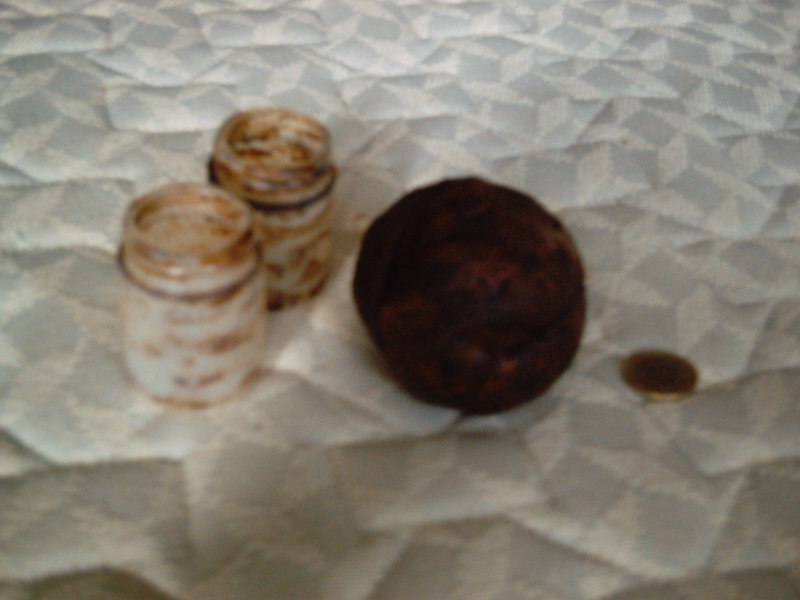
Spanish opium ball

بالإضافة إلى أفغانستان، يتم إنتاج كميات أصغر من الأفيون في باكستان و منطقة المثلث الذهبي في جنوب شرق آسيا وخاصة بورما و كولومبيا و غواتيمالا و المكسيك.
يتاجر الإنتاج الصيني بشكل أساسي مع أمريكا الشمالية و يستفيد منها. في عام 2002، كانوا يسعون إلى التوسع عبر شرق الولايات المتحدة. في حقبة ما بعد 11 سبتمبر، أصبحت التجارة بين الحدود صعبة و بسبب وضع قوانين دولية جديدة، أصبحت تجارة الأفيون أكثر انتشارًا. انتقلت القوة من المهربين البعيدين إلى المهربين و تجار الأفيون الراقين. أصبح الاستعانة بمصادر خارجية عاملاً ضخمًا للبقاء بالنسبة للعديد من المهربين و مزارعي الأفيون.

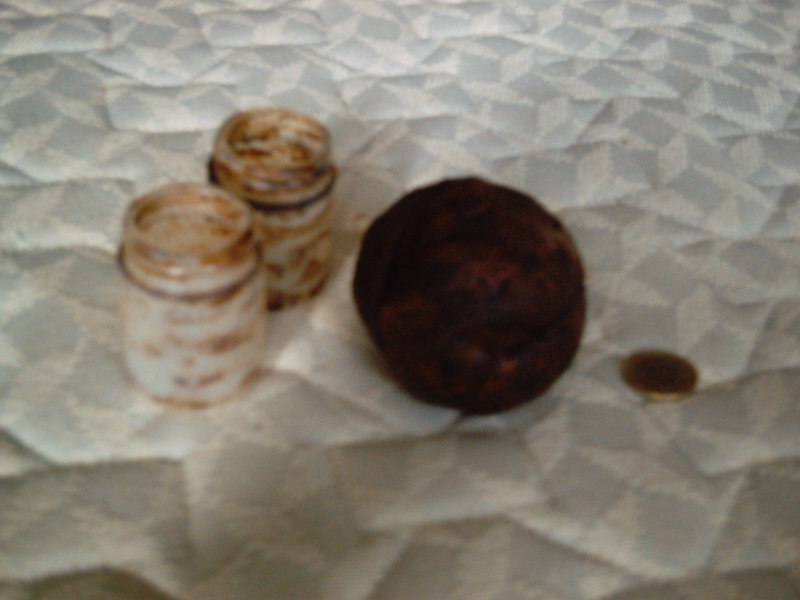
Spanish opium ball

في عام 2023، تفوقت بورما على أفغانستان وأصبحت أكبر منتج للأفيون في العالم، حيث أنتجت 1080 طنًا متريًا وفقًا لتقرير مسح الأفيون التابع للأمم المتحدة في جنوب شرق آسيا.[

### الطرق المشروعة
يُسمح بإنتاج الأفيون القانوني بموجب اتفاقية  الأمم المتحدة  الوحيدة للمخدرات وغيرها من معاهدات المخدرات الدولية، ويخضع لإشراف صارم من قبل وكالات إنفاذ القانون في البلدان الفردية. طريقة الإنتاج القانونية الرائدة هي عملية روبرتسون-جريجوري، حيث يتم هرس الخشخاش بالكامل، باستثناء الجذور و الأوراق، و طهيه في محاليل حمضية مخففة. ثم يتم استعادة القلويدات عن طريق الاستخلاص بالقاعدة الحمضية و تنقيتها. التاريخ الدقيق لاكتشافه غير معروف، ولكن وصفه وورتز في قاموسه للكيمياء النقية والمطبقة الذي نُشر عام 1868.
الإنتاج القانوني للأفيون في الهند أكثر تقليدية. اعتبارًا من عام 2008، تم جمعه من قبل المزارعين المرخص لهم بزراعة 0.1 هكتار من خشخاش الأفيون، والذين للحفاظ على تراخيصهم كانوا بحاجة إلى بيع 56 كيلوغرامًا من معجون الأفيون الخام غير المغشوش. يتم تحديد سعر معجون الأفيون من قبل الحكومة وفقًا للجودة و الكمية المقدمة. يبلغ المتوسط حوالي 29 دولارًا أمريكيًا للكيلوغرام. يتم جني بعض الأموال الإضافية عن طريق تجفيف رؤوس الخشخاش و جمع بذور الخشخاش، وقد يتم استهلاك جزء صغير من الأفيون خارج الحصة محليًا أو تحويله إلى السوق السوداء. يتم تجفيف معجون الأفيون ومعالجته في مصانع الأفيون والقلويدات الحكومية قبل تعبئته في صناديق سعة 60 كيلوغرامًا للتصدير. تتم تنقية المكونات الكيميائية في الهند للإنتاج المحلي، ولكن يتم ذلك عادةً في الخارج من قبل المستوردين الأجانب.
تتم عملية استيراد الأفيون القانوني من الهند و تركيا بواسطة شركات مالينكرودت ونورامكو وأبوت لابوراتوريز وبورديو فارما وكودي لابوراتوريز إنك في الولايات المتحدة، و يتم إنتاج الأفيون القانوني بواسطة جلاكسو سميث كلاين وجونسون آند جونسون وجونسون ماثي وماين في تسمانيا بأستراليا؛ و سانوفي أفينتيس في فرنسا؛ و شيونوجي فارماسيوتيكال في اليابان؛ وماكفارلان سميث في المملكة المتحدة. تتطلب معاهدة الأمم المتحدة أن تقدم كل دولة تقارير سنوية إلى  هيئة  مراقبة المخدرات الدولية، موضحة الاستهلاك الفعلي لهذا العام للعديد من فئات المخدرات الخاضعة للرقابة بالإضافة إلى المواد الأفيونية وتوقع الكميات المطلوبة للعام المقبل. وهذا للسماح بمراقبة اتجاهات الاستهلاك وتخصيص حصص الإنتاج.
في عام 2005، بدأ مجلس سينليس الأوروبي في تطوير برنامج يأمل في حل المشاكل الناجمة عن الكمية الكبيرة من الأفيون المنتج بشكل غير قانوني في أفغانستان، والذي يتم تحويل معظمه إلى هيروين وتهريبه للبيع في أوروبا والولايات المتحدة. هذا الاقتراح هو ترخيص المزارعين الأفغان لإنتاج الأفيون لسوق الأدوية العالمية، وبالتالي حل مشكلة أخرى، وهي الاستخدام المزمن للمسكنات القوية عند الحاجة إليها داخل الدول النامية. جزء من الاقتراح هو التغلب على "قاعدة 80-20" التي تتطلب من  الولايات المتحدة شراء 80 في المائة من الأفيون القانوني من الهند وتركيا لتشمل أفغانستان، من خلال إنشاء نظام من الدرجة الثانية لمراقبة العرض يكمل نظام العرض والطلب الحالي الذي ينظمه المجلس الدولي لمراقبة المخدرات من خلال توفير الأدوية القائمة على الخشخاش للدول التي لا تستطيع تلبية طلبها بموجب اللوائح الحالية. في يونيو 2007، أطلق المجلس مشروع "الخشخاش مقابل الأدوية" الذي يوفر مخططًا فنيًا لتنفيذ نظام تحكم متكامل داخل مشاريع الخشخاش مقابل الأدوية في القرى الأفغانية: تعمل الفكرة على تعزيز التنوع الاقتصادي من خلال إعادة توجيه العائدات من الزراعة القانونية للخشخاش وإنتاج الأدوية القائمة عليه.

### الاستهلاك

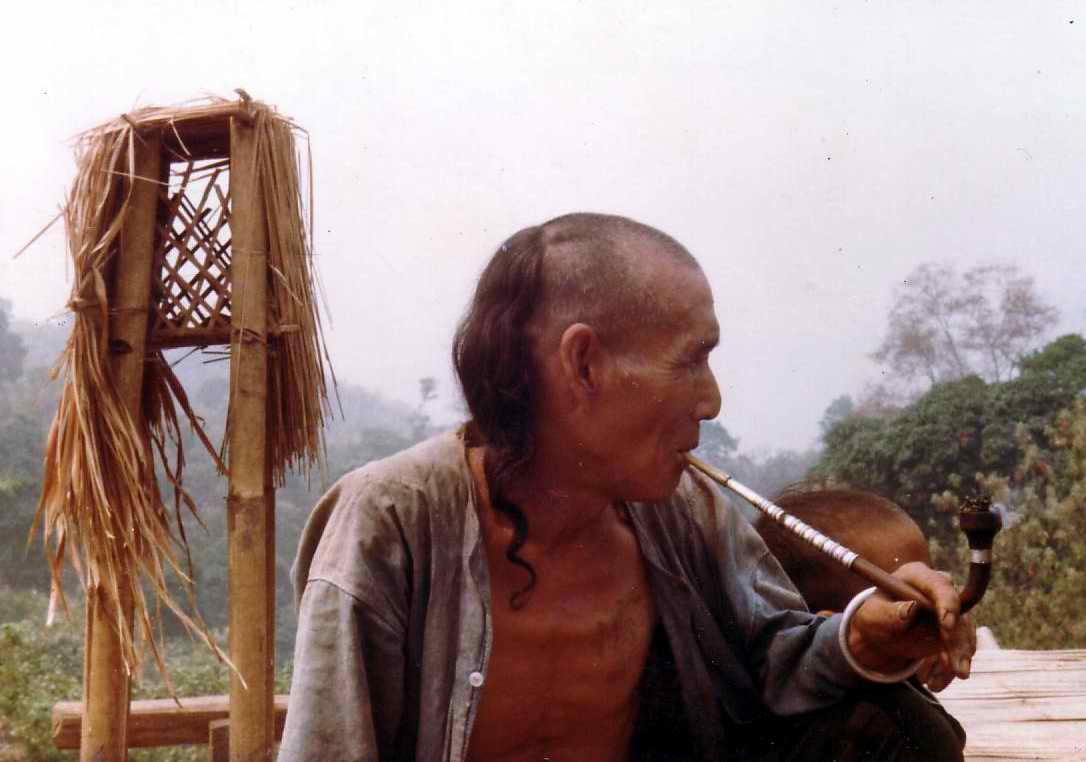
An Akha man smokes a pipe containing opium mixed with tobacco.

في العالم الصناعي، تعد الولايات المتحدة أكبر مستهلك للمواد الأفيونية الموصوفة طبيًا في العالم، في المقابل تعد إيطاليا  واحدة من أقل الدول استهلاكًا، بسبب القيود التنظيمية الأكثر صرامة على وصف المخدرات لتسكين الآلام. يتم تفكيك معظم الأفيون المستورد إلى الولايات المتحدة إلى مكوناته القلوية، و سواء كان قانونيًا أو غير قانوني، فإن معظم عمليات تعاطي المخدرات الحالية يجب أن توفر مشتقات معالجة مثل الهيروين بدلاً من الأفيون غير المكرر.
يتم استخدام الحقن الوريدي للمواد الأفيونية بشكل أكبر: بالمقارنة مع الحقن، فإن تسخين الهيروين على قطعة من ورق القصدير، و تدخين السجائر التي تحتوي على التبغ المخلوط بمسحوق الهيروين فعالة بنسبة 40 في المائة و20 في المائة فقط، على التوالي. وجدت إحدى الدراسات التي أجريت على مدمني الهيروين البريطانيين نسبة وفيات زائدة بمقدار 12 ضعفًا تحدث سنويًا. معظم حالات  الوفاة بسبب  الهيروين لا تنتج عن جرعة زائدة في حد ذاتها، بل بسبب الجمع مع أدوية مهدئة أخرى مثل الكحول أو البنزوديازيبينات.
لا يتضمن تدخين  الأفيون حرق المادة كما قد يتصور البعض. بل يتم تسخين الأفيون المُحضّر بشكل غير مباشر إلى درجات حرارة تتبخر عندها القلويدات النشطة، و خاصة المورفين. في الماضي، كان المدخنون يستخدمون غليون أفيون مصمم خصيصًا يحتوي على وعاء غليون على شكل مقبض قابل للإزالة مصنوع من الفخار المحترق متصل بتركيب معدني بساق أسطوانية طويلة. توضع "حبة" صغيرة من الأفيون بحجم حبة البازلاء على وعاء الغليون، ثم يتم تسخينه عن طريق وضعه فوق مصباح أفيون، وهو مصباح زيت خاص به مدخنة مميزة تشبه القمع لتوجيه الحرارة إلى منطقة صغيرة. يستلقي المدخن على جانبه من أجل توجيه وعاء الغليون والحبة الصغيرة من الأفيون فوق تيار الحرارة المتصاعد من مدخنة مصباح الزيت واستنشاق أبخرة الأفيون المتبخرة حسب الحاجة. إذا تم تدخين عدة أقراص أفيون في جلسة واحدة فقد تستمر التأثيرات لمدة تصل إلى اثنتي عشرة ساعة.
في الثقافة الشرقية، يُستخدم الأفيون بشكل أكثر شيوعًا في شكل صبار  لعلاج الإسهال. وهو محلول أضعف من الأفيون، عبارة عن صبغة كحولية كانت تُستخدم على نطاق واسع كمسكن للألم و مساعد على النوم. وقد وُصفت صبغة الأفيون، من بين أمور أخرى، لعلاج الإسهال الشديد.إذا تم تناولها قبل الوجبات بثلاثين دقيقة، فإنها تبطئ بشكل كبير حركة الأمعاء، مما يمنح الأمعاء وقتًا أطول لامتصاص السوائل في البراز.
وعلى الرغم من النظرة السلبية تاريخيًا للأفيون كسبب للإدمان، فقد أعيد استخدام المورفين و مشتقاته الأخرى المعزولة من الأفيون في علاج الألم المزمن. إذا تم إعطاؤها بجرعات محكومة، يمكن أن تكون المواد الأفيونية الحديثة علاجًا فعالًا للألم العصبي وأشكال أخرى من الألم المزمن.

## الخصائص الكيميائية والفسيولوجية
يحتوي الأفيون على مجموعتين رئيسيتين من القلويدات. الفينانثرينات مثل المورفين والكودايين والثيبائين هي المكونات الرئيسية. ليس للإيزوكينولينات مثل البابافيرين والنوسكابين تأثيرات كبيرة على الجهاز العصبي المركزي. المورفين هو القلويد الأكثر انتشارًا وذو أهمية كبيرة في خصائص الأفيون، و يتكون من 10-16 في المائة من الإجمالي، وهو مسؤول عن معظم آثاره الضارة مثل الوذمة الرئوية و صعوبات التنفس والغيبوبة أو انهيار القلب أو الجهاز التنفسي. يرتبط المورفين بمستقبلات الأفيون وينشطها في الدماغ والحبل الشوكي والمعدة والأمعاء. نتيجة لذلك، يمكن أن يؤدي الاستخدام المنتظم إلى القدرة على تحمل الدواء أو الاعتماد الجسدي. كان مدمنو الأفيون المزمنون في الصين عام 1906يستهلكون في المتوسط ثمانية جرامات من الأفيون يوميًا؛ يُعتقد أن مدمني الأفيون في إيران الحديثة يستهلكون نفس الكمية تقريبًا.
كل من تسكين الألم وإدمان  المخدرات هما من وظائف مستقبلات الأفيون مو، وهو فئة مستقبلات الأفيون التي تم تحديدها لأول مرة على أنها تستجيب للمورفين. يرتبط درجات تحمل المادة بالنشاط المفرط للمستقبل، والذي قد يتأثر بدرجة البلعمة الخلوية التي يسببها الأفيون المُعطى، ويؤدي إلى النشاط المفرط لإشارات الأدينوزين أحادي الفوسفات الدوري. إن الاستخدام طويل الأمد للمورفين في الرعاية التلطيفية وإدارة الألم المزمن ينطوي دائمًا على خطر إصابة المريض بالادمان أو الاعتماد البدني. هناك العديد من أنواع علاج إعادة التأهيل، بما في ذلك العلاجات القائمة على الأدوية باستخدام النالتريكسون أو الميثادون أو الإيبوجين.
في عام 2021، خلصت الوكالة الدولية لأبحاث السرطان  إلى أن الأفيون مادة مسرطنة  للإنسان من المجموعة 1 مما يسبب سرطان الحنجرة و الرئة و المثانة.

## الإنتاج
كان الأفيون محظوراً في العديد من البلدان خلال أوائل القرن العشرين ، مما أدى إلى النمط الحديث لإنتاج الأفيون كسلائف للعقاقيرالاستجمامية غير القانونية أو الأدوية الموصوفة طبياً والتي تخضع لضرائب عالية. في عام 1980، تم توفير 2000 طن من الأفيون لجميع الاستخدامات المشروعة وغير القانونية. بلغ الإنتاج العالمي في عام 2006 حوالي 6610 طن متري. حوالي خمس مستوى الإنتاج في عام 1906 منذ ذلك الوقت، انخفض إنتاج الأفيون. [بحاجة لمصدر]
في عام 2002 ، كان سعر كيلوغرام واحد من الأفيون 300 دولار أمريكي للمزارع ، و 800 دولار أمريكي للمشترين في أفغانستان ، و 16000 دولار أمريكي في شوارع أوروبا قبل التحول إلى هيروين.
في الآونة الأخيرة ، زاد إنتاج الأفيون بشكل كبير ، حيث تجاوز 5000 طن في عام 2002 ووصل إلى 8600 طن في أفغانستان و 840 طنًا في المثلث الذهبي في عام 2014. ومن المتوقع أن يزداد الإنتاج في عام 2015 مع إدخال بذور جديدة ومحسنة إلى أفغانستان. قدرت منظمة الصحة العالمية أن الإنتاج الحالي من الأفيون سوف يحتاج إلى زيادة لخمسة أضعاف لمراعاة الاحتياجات الطبية العالمية الإجمالية

## استعماله للعلاج
استعمله المداوون العرب بنجاح ونقل عنهم إلى أوروبا. ويرجع الفضل إلى العالم باراسيلسوس في تعريف أوروبا بمنافع الأفيون في العلاج. و في العصور الوسطى استعمل الأفيون على شكل صبغة الأفيون في الكحول لازالة الآلام ولاحداث حالة الانسجام والشعور بالارتفاع عن الواقع. وبدأ تحضير الأدوية المسجلة من الأفيون في القرن التاسع عشر، حيث استعملت مستحضرات الأفيون في علاج آلام التسنين عند الأطفال وعلاج الكحة والاسهال والزحار (الدوسنتاريا) وآلام الروماتيزم.

## قصة الأفيون مع الصين
اُدخل الافيون إلى الصين منذ حوالي ألف عام بعد الميلاد واحتكر تدخينه طبقة الصفوة في البلاد، وكان نبات الخشخاش يزرع في الهند ويهرب إلى الصين عن طريق كانتون. واحتكرت شركة الهند الشرقية زراعة وتجارة الأفيون الذي كان مصدر ربح عظيم للشركة وللتجار الأوربيين والصينيين. وعندما انتشر إدمان الأفيون بين الشعب الصيني عين الإمبراطور حاكماً جديداً لكانتون وقام الحاكم الجديد عام 1838 م بإغراق وإتلاف كل الأفيون الموجود على السفن الإنجليزية. وفي مرة واحدة أتلف 2,640,000 رطل وقد تسبب ذلك في خسارة شركة الهند الشرقية، وأدى إلى قيام حرب الأفيون بعد عام واحد، حيث تمكنت القوات البريطانية بمساعدة أقوى أسطول بحري في العالم في ذلك الوقت من هزيمة 350 مليون صيني، وتنازل الإمبراطور للإنجليز عن جزيرة هونغ كونغ، وأعطاهم تعويضات كبيرة، كما تمتعوا بحقوق عريضة من التجارة وبالذات تجارة الأفيون. وبعد عشر سنوات أخرى قامت حرب الأفيون الثانية حيث أُخضعت الصين تماماً لنفوذ الأوروبين، واصبح الصينين تحت وطأة إدمان الأفيون إلى أن تنبه الوطنيون إلى ذلك وحاربوا الأفيون حتى قضوا عليه تماماً بعد الحرب العالمية الثانية.